# Ewighausen
Ewighausen – miejscowość i gmina w Niemczech, w kraju związkowym Nadrenia-Palatynat, w powiecie Westerwald, wchodzi w skład gminy związkowej Selters (Westerwald).
Po raz pierwszy wzmiankowana w XIV wieku jako Ebichusin, Ebeckhusen lub też Ewighusen.